# Vrtijeljka
Vrtijeljka är ett berg i Montenegro. Det ligger i den sydvästra delen av landet. Toppen på Vrtijeljka är 871 meter över havet.
Terrängen runt Vrtijeljka är huvudsakligen kuperad, men åt sydväst är den bergig. Terrängen runt Vrtijeljka sluttar österut. Den högsta punkten i närheten är Hum, 1 414 meter över havet, 6,4 km sydväst om Vrtijeljka. Omgivningarna runt Vrtijeljka är en mosaik av jordbruksmark och naturlig växtlighet.